# ソルトレイクシティ (重巡洋艦)
ソルトレイクシティ (USS Salt Lake City, CL/CA-25) は、アメリカ海軍の重巡洋艦。ペンサコーラ級重巡洋艦の2番艦。艦名はユタ州ソルトレイクシティに因んで命名された。本艦はしばしば「オールド・スウェイバック　Old Swayback」「スウェイバック・マル Swayback Maru」と呼ばれ、（非公式ではあるが）艦隊のどの艦よりも多くの作戦に参加した艦であった。
またジェームズ・バセットのベストセラー小説『Harm’s Way』の舞台のモデルとなり、同作はオットー・プレミンジャーによって『危険な道』のタイトルで映画化された。

## 艦歴
1927年6月9日、ニュージャージー州カムデンのアメリカン・ブラウン・ボヴェリ・エレクトリック社（ニューヨーク造船所の子会社）で起工した。1929年1月23日にヘレン・バッジによって命名・進水した。1929年12月11日にフィラデルフィア海軍工廠で、艦長F. L. オリヴァー大佐の指揮下で就役した。

### 大戦前
1930年1月20日に海上公試のためフィラデルフィアを出港し、メイン州沖に向かった。2月10日からは遠洋航海でグアンタナモ湾、クレブラ島、ヴァージン諸島、リオデジャネイロおよびブラジルのバイーア州を訪問した後グアンタナモ湾に戻り、3月31日に第2巡洋艦隊に合流。9月12日までニューイングランド水域で活動した後は第5巡洋艦隊に移った。「ソルトレイクシティ」は、1931年はニューヨーク、ケープコッド、チェサピーク湾で活動し、その最中の7月1日、「ソルトレイクシティ」は分類番号が CA-25 になった。
1932年早々、「ソルトレイクシティ」は重巡「シカゴ (USS Chicago, CA-29)」および「ルイビル (USS Louisville, CA-28)」とともに西海岸に向かい、3月7日にサンペドロに到着。以後、太平洋艦隊に加わり、1933年1月から2月にかけては真珠湾を訪問した。9月に第4巡洋艦隊に移った後、10月から1934年1月までピュージェット・サウンド海軍造船所でオーバーホールに入った。オーバーホールが5月に終わると第4巡洋艦隊に復帰し、5月の海軍週間のためニューヨークに向かい、終了後12月18日にサンペドロに戻った。
1935年は一年中サンディエゴからシアトルまでの西海岸方面で行動。1936年1月には、サンクレメンテ島にて大規模な砲術訓練を行った。4月27日にはバルボアで行われる演習に参加するためサンペドロを出港し、演習終了後6月15日にサンペドロに戻った。1937年4月25日まで再び西海岸方面で行動した後、ハワイに向かった。5月20日、西海岸に戻った。
1939年1月13日、「ソルトレイクシティ」は2度目の遠洋航海でパナマ運河経由でカリブ海に向かった。以後3ヶ月もの間、パナマ、コロンビア、ヴァージン諸島、トリニダード島、キューバおよびハイチを訪問し、4月7日にサンペドロに戻った。真珠湾に移動後の10月12日から1940年6月25日までの間には、工作艦「ヴェスタル USS Vestal, AR-4)」とともにウェーク島およびグアムを訪問。1941年8月上旬にはタッフィンガー (Sherwoode A. Taffinder) 少将が率いる練習艦隊として、重巡「ノーザンプトン (USS Northampton, CA-26)」と共にオーストラリアクイーンズランド州ブリスベンを訪問した。

### 第二次世界大戦

#### 真珠湾攻撃後
1941年12月7日、「ソルトレイクシティ」はエリス・M・ザカライアス艦長の指揮下、ウィリアム・ハルゼー中将率いる空母「エンタープライズ (USS Enterprise, CV-6)」の第8任務部隊とともにウェーク島からの帰途で、真珠湾の西370キロの地点を航行中だった。真珠湾攻撃の報を受信すると、「ソルトレイクシティ」のいる第8任務部隊は、落伍した南雲機動部隊を一部でも捕まえられるかも知れないという望みのもとに偵察機を発進させたが、これは無駄骨に終わった。第8任務部隊は8日夕刻、すべてが煙と油に包まれ戦艦横丁の標準型戦艦群が痛々しく放置された真珠湾に帰投した。
夜間に給油を終えた後、任務部隊は12月10日から11日にかけて、ハワイ北部へ日本の潜水艦を探すため出撃した。潜水艦「伊70」は、その最初のターゲットとして「エンタープライズ」のSBD急降下爆撃機によって撃沈された。2番目の目標は任務部隊の前方に浮上し、魚雷を避けた後「ソルトレイクシティ」は砲火を開いて応戦し、駆逐艦は頻繁に爆雷攻撃を行った。しかし、この攻撃の成果は分からなかった。任務部隊は12月15日に真珠湾に帰投して給油した。

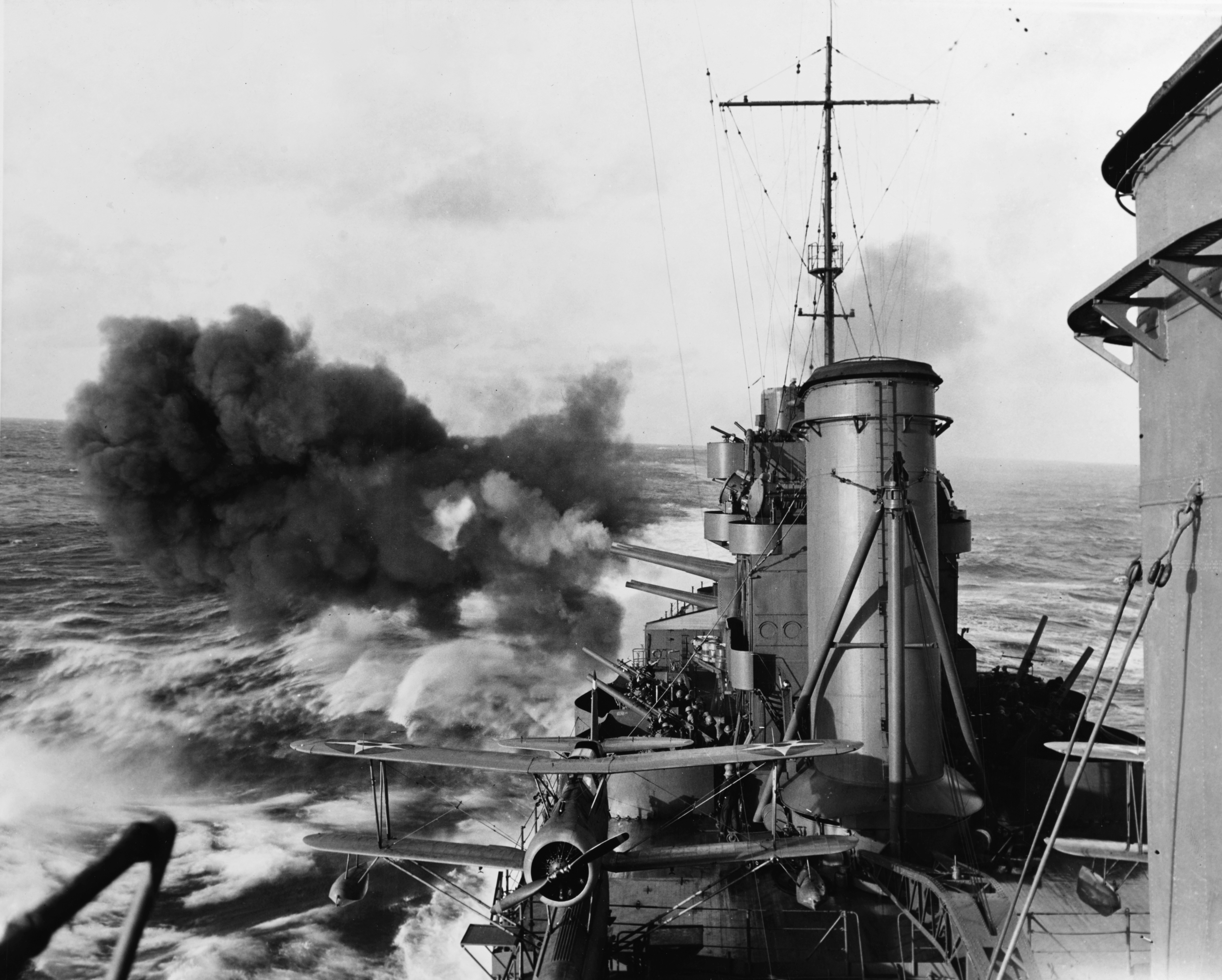
艦砲射撃を行う「ソルトレイクシティ」。1942年2月

ウェーク島攻防戦において同島守備隊（アメリカ海兵隊）を救援する計画が立てられた際、「ソルトレイクシティ」は第8任務部隊の参加艦の一隻として加えられた。1942年に入ると第8任務部隊（ハルゼー提督、エンタープライズ）と第17任務部隊（指揮官フレッチャー提督、ヨークタウン）は矛先をマーシャル諸島とギルバート諸島に変えて、マーシャル・ギルバート諸島機動空襲を敢行する。第8任務部隊はマーシャル諸島に向かい、ウォッジェ環礁、マロエラップ環礁およびクェゼリン環礁の水上機基地を空襲した。
「ソルトレイクシティ」は空襲の間、レイモンド・スプルーアンス少将に率いられてウォッジェ環礁の陸上施設への艦砲射撃を行う一方、襲撃してきた2機の日本の爆撃機を撃墜した。砲撃自体は目標が乏しかったり、出所不明の潜水艦情報に惑わされたりとハプニングが相次いだが、「ノーザンプトン」と共に海軍一般徴用船「ぼるどう丸」（川崎汽船、6,567トン）を撃沈し、特設砲艦「豊津丸」（摂津商船、2,931トン）を大破放棄に追い込ませた。
2月後半にはウェーク島、3月には南鳥島への空襲の支援を行った。
4月に入って「ソルトレイクシティ」はハルゼー提督の第16任務部隊に所属して正規空母2隻と行動を共にし、ドーリットル空襲の支援にあたった。4月25日に真珠湾に帰投すると、第16任務部隊は早急に珊瑚海で行動中の空母「ヨークタウン (USS Yorktown, CV-5)」と空母「レキシントン (USS Lexington, CV-2)」を基幹とする第17任務部隊に合流するよう命令を受けた。第16任務部隊はあわただしく真珠湾を出撃して急行したものの、5月8日の珊瑚海海戦時点でツラギ島の東830キロの地点に到達したのが精一杯であった。「ソルトレイクシティ」は第16任務部隊とともに5月11日にニューヘブリディーズ諸島方面、12日から16日までエファテ島とサンタクルーズ諸島方面をそれぞれ警戒。5月16日に真珠湾に帰投するよう命令を受け、10日後の5月26日に真珠湾に帰投した。間もなく任務部隊は、ミッドウェー島の占領を企図して進撃してくるであろう日本艦隊に備え、これを粉砕するための周到な準備を行った。ミッドウェー海戦の前後、「ソルトレイクシティ」はミッドウェー島防衛の後詰として活動した。
1942年8月から10月まで、「ソルトレイクシティ」（艦長アーネスト・G・スモール）はガダルカナル島の戦いの全般支援に従事した。ウォッチタワー作戦が発動された時点ではフレッチャー提督の第61任務部隊に所属し、リー・ノイズ少将の任務部隊（空母「ワスプ」、重巡「サンフランシスコ」「ソルトレイクシティ」、駆逐艦部隊）として行動した（連合軍、戦闘序列）。アメリカ海兵隊がガダルカナル島に上陸を開始した8月7日から8日にかけては、ガダルカナル島に艦上機を派遣した空母3隻（サラトガ、エンタープライズ、ワスプ）の各艦載機による戦闘空中哨戒に対して、誘導や着陸目標として支援した。9月15日、「ワスプ」が潜水艦「伊19」によって撃沈された際も、「ソルトレイクシティ」は「ワスプ」の側にあった。「ソルトレイクシティ」は駆逐艦「ラードナー(USS Lardner, DD-487)」とともに「ワスプ」乗組員の救助を行った。

#### サボ島沖海戦（エスペランス岬沖海戦）
ソロモン諸島の戦いは、10月11日よるから12日にかけて発生したサボ島沖海戦で一つの頂点を迎えた。「東京急行」を阻止すべく、第64任務部隊（ノーマン・スコット少将）は「ソルトレイクシティ」、軽巡「ボイシ (USS Boise, CL-47)」と「ヘレナ (USS Helena, CL-50)」および旗艦（重巡）「サンフランシスコ (USS San Francisco, CA-38)」を中心とした部隊を急行させたが、この戦力は日本の主力部隊および援護部隊と太刀打ちできるほどの大きな戦力とはみなされていなかった。そこで、第64任務部隊は日本の輸送部隊の撃破に重きを置くこととした。部隊は10月7日にエスピリトゥサント島に集結し、2日後にガダルカナル島近海に到着して警戒しつつ待機した。やがて、陸上偵察機により日本軍輸送艦隊（水上機母艦2隻、駆逐艦6隻）が「スロット」と呼ばれるコースを通って接近しつつあることを報告。これを受けて、任務部隊は接近を妨害すべくサボ島沖に移動した。
「ソルトレイクシティ」は観測機を発艦させることとなったが、発射途中で事故が発生し、観測機は飛び立ったものの焼けてすぐに墜落してしまったが、パイロットは近くの島にたどり着いた。任務部隊は、接近しつつある日本艦隊が、ライトを点滅させているのを見た。最初は、陸上部隊との合図と思われたが、次第に、任務部隊を味方と勘違いしているように見受けられた。ライトを点滅させ回答を待っている日本艦隊に対し第64任務部隊は丁字戦法を取り、敵旗艦に対する7分間の一斉射撃で回答した。ヘンダーソン飛行場砲撃の任務を受けて進撃していた日本艦隊（第六戦隊司令官・五藤存知少将が指揮する重巡3隻、駆逐艦2隻）は同士討ちでやられたと信じきっており、まず旗艦「青葉」が大破して五藤少将が戦死、重巡「古鷹」と駆逐艦「吹雪」も沈没した。しかし重巡「衣笠」と駆逐艦「初雪」が反撃した。「衣笠」の砲撃により「ボイシ」が大破し、同艦を掩護した「ソルトレイクシティ」も3発被弾、ほかに第64任務部隊の駆逐艦2隻が敵味方双方から撃たれて「ダンカン (USS Duncan, DD-485)」が沈没した。金剛型戦艦2隻（第三戦隊司令官栗田健男中将）と第二水雷戦隊（司令官・田中頼三少将）がヘンダーソン基地に艦砲射撃を行うためガ島に接近しており、第64任務部隊は隊形を整え、エスピリトゥサント島に向かった。損傷した「ソルトレイクシティ」は真珠湾に回航され、4ヵ月間修理を行った。

#### アッツ島沖海戦（コマンドルスキー諸島海戦）

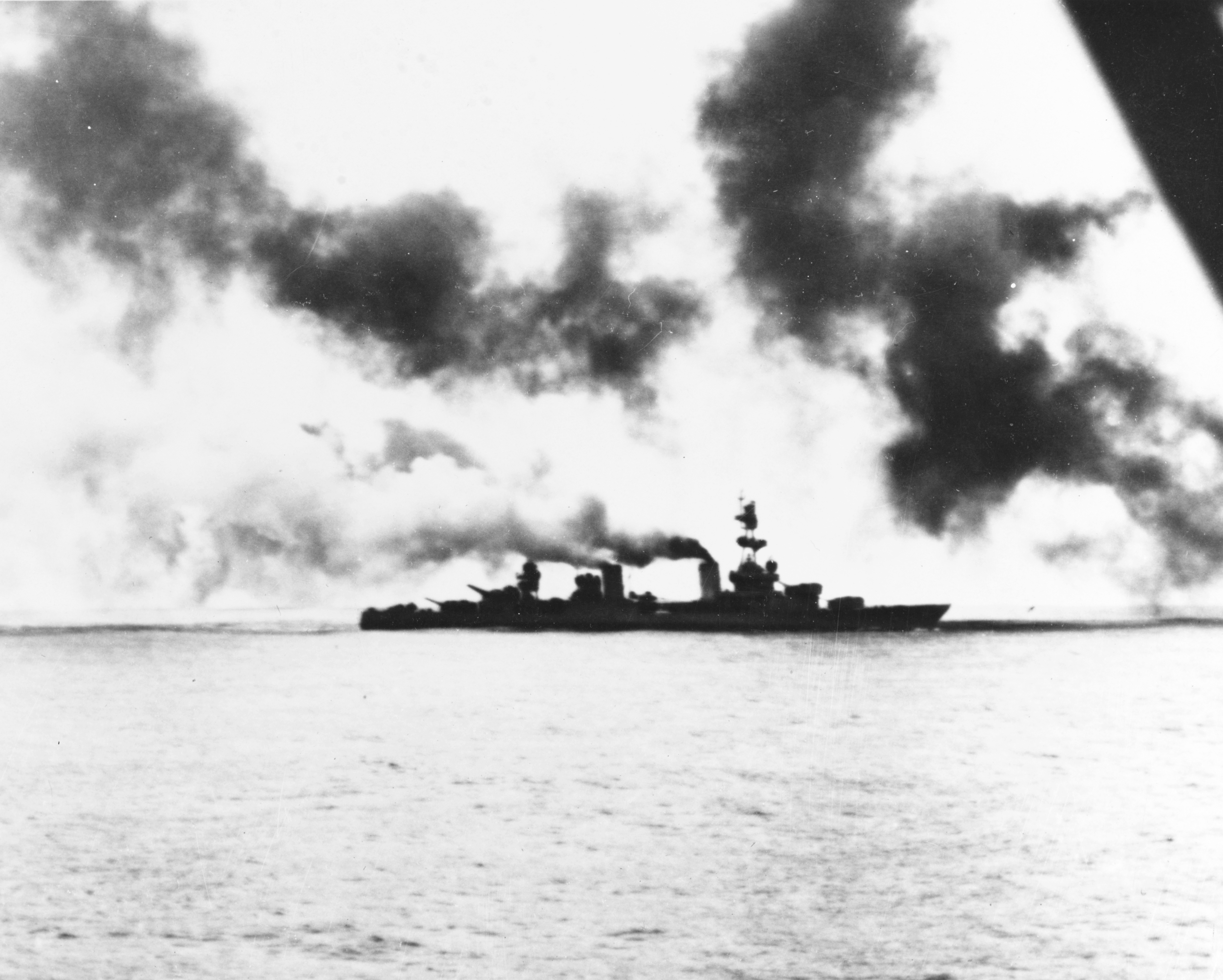
アッツ島沖海戦での「ソルトレイクシティ」

1943年3月下旬、修理が終わった「ソルトレイクシティ」はアッツ島とキスカ島の日本軍守備隊に対して圧力をかけるためアリューシャン方面に向かい、アダック島を中心に行動した。3月26日、重巡「ソルトレイクシティ」、軽巡洋艦「リッチモンド (USS Richmond, CL-9)」、4隻の駆逐艦で構成された第8任務部隊（チャールズ・マクモリス少将）は翌日、日本軍輸送船団と護衛の第五艦隊（司令長官・細萱戊子郎中将）重巡「那智」「摩耶」、軽巡「多摩」「阿武隈」（第一水雷戦隊旗艦）、駆逐艦4隻とコマンドルスキー諸島で接触した。
違った情報を受け取っていた第8任務部隊は、北方部隊（第五艦隊）から分離された輸送船2隻（浅香丸、崎戸丸）を追いかけた。そこに日本艦隊が割って入り込んだため、先制して輸送船を撃沈するという望みは断たれた。第8任務部隊は劣勢だったが、日本艦隊が戦力を二分さえすれば、「ソルトレイクシティ」と「リッチモンド」で十分太刀打ちできる可能性もあった。
互いの艦隊は18.3キロの距離から砲撃を開始した。続くアメリカ側の動きはあまりよくなかった。「ソルトレイクシティ」は2発被弾し、そのうちの一発は中央部に命中して2名が戦死した。「ソルトレイクシティ」はすぐさま正確な射撃で反撃した。「ソルトレイクシティ」は10回もの操舵を行って敵弾を回避し続けたが、前部コンパートメントに新たに被弾した。味方駆逐艦により煙幕の展開と魚雷発射のさなか、第8任務部隊の巡洋艦2隻は一時反転。しかし「ソルトレイクシティ」は被弾により生じた破口から海水が入り、機関に重油を送る装置にも海水が入ったため、動力を失って海上をただ漂うに任せる状態になってしまった。幸い、味方が展開した煙幕に隠され、日本艦隊から「ソルトレイクシティ」の苦境を知ることは出来なかった。
損傷した「ソルトレイクシティ」を救うべく、駆逐艦は日本艦隊に突撃していった。駆逐艦「ベイリー (USS Bailey, DD-492)」は魚雷を5本発射したが、逆に2発被弾した。その間に「ソルトレイクシティ」は燃料パイプから海水を排除し、再び燃料を送ることができるようになったので、再び航行を始めた。その時、日本艦隊は弾薬が心細くなってくたびれたという理由で退却していった。日本側は、燃料と弾薬2つの事情でアメリカ側のほうが悪い状態だったと信じていた。アメリカ艦隊は寡兵よく戦って、アッツ島とキスカ島への補給を断念させるという目的を果たした。日本側は以後、アッツ玉砕、キスカ島撤退作戦によりこの方面から撤退していった。「ソルトレイクシティ」はアメリカ軍のアッツ島とキスカ島への上陸作戦を支援した後、9月23日にアダック島に帰投。その後、サンフランシスコを経由して10月14日に真珠湾に到着した。

#### 1943 - 1945年

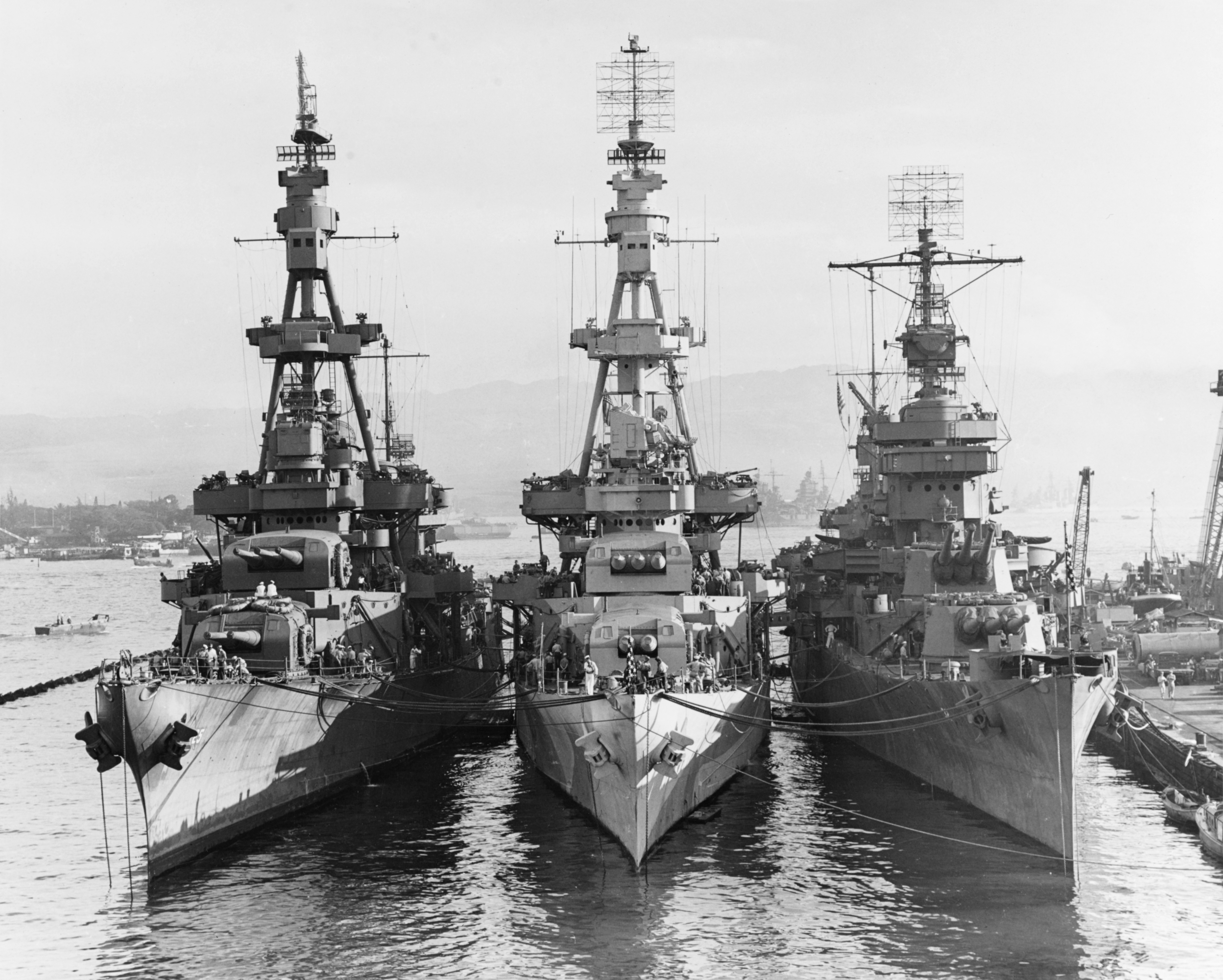
真珠湾での「ソルトレイクシティ」。真ん中は「ペンサコーラ」、右は「ニューオーリンズ」。1943年

この頃、アメリカ軍の主要攻撃目標はマーシャル諸島となっていた。同時にミクロネシアとビスマルク諸島を分断し、この方面の日本の兵力を反攻に振り向けさせないようにしないといけなかった。また、マーシャル方面の作戦を進めるにはギルバート諸島を押さえて安全にする必要があった。そこで「ガルヴァニック作戦」が発動され、「ソルトレイクシティ」はギルバート諸島南方に向けられる第50.3任務群に入った。
「ソルトレイクシティ」は11月8日まで濃厚な砲術訓練を行った後、10月5日と10月6日にウェーク島を、11月11日にラバウルを攻撃した正規空母「エセックス (USS Essex, CV-9)」、「バンカー・ヒル (USS Bunker Hill, CV-17)」および軽空母「インディペンデンス (USS Independence, CVL-22)」と合流することとなった。11月13日、「ソルトレイクシティ」はフナフティ島で合流し、ギルバート諸島に向かった。11月19日、「ソルトレイクシティ」はベティオ島に対して艦砲射撃を行い、空母を狙った日本の雷撃機を撃退した。タラワの戦いは11月28日までには完全に終わり、この戦いは太平洋方面での水陸部隊による大規模な上陸作戦と位置づけられ、この時の戦訓が以後の戦いに活用された。
ギルバートの戦いが終わると、「ソルトレイクシティ」は第50.15任務群に入り、来るマーシャルの戦いに備えた。1944年1月29日から2月17日にかけて、「ソルトレイクシティ」はウォッジェ環礁、タロア島を砲撃し、主力部隊がクェゼリン環礁、エニウェトク環礁、マジュロ環礁を攻略する手助けをした。この主要な日本側の島々のみを攻略する作戦は上手く当たり、結果的に余計な死傷者を出さずに済んだ。3月30日から4月1日にかけては、パラオ、ヤップ島、ウルシー環礁およびウォレアイ環礁への攻撃に参加。作戦終了後、4月6日にマジュロに寄港した後、4月25日に真珠湾に向けて出港し、4月30日に帰投。翌日、メア・アイランド海軍造船所に向けて出港した。5月7日に到着し、7月1日まではサンフランシスコ湾内で行動した。7月8日、アダック島に向かい、幌筵島に対する砲撃作戦に参加したが、作戦は天候不順により規模が狭められた。作戦終了後、8月13日に真珠湾に帰投した。
8月29日、「ソルトレイクシティ」は「ペンサコーラ (USS Pensacola, CA-24)」、軽空母「モンテレー (USS Monterey, CVL-26)」とともにウェーク島に向かった。9月3日にウェーク島を攻撃した後、9月24日までエニウェトク環礁で待機。その後、10月6日にサイパン島に入港した。10月9日には南鳥島を砲撃し、サイパン島に戻った。一連の攻撃は、ハルゼー率いる第3艦隊が、アメリカ側の次の目標が小笠原諸島方面等であるかのように装って、日本側の注意を真の目的と違う方向に向けるために行われた。この間、ハルゼーの高速機動部隊は沖縄本島と台湾を空襲した後、フィリピンに進撃した。
1944年10月15日から26日、「ソルトレイクシティ」はレイテ沖海戦を挟み一貫して第38任務部隊の護衛に専念し、フィリピン方面の日本側の艦船や施設を叩く第38任務部隊の支援を行った。11月8日からは第5巡洋艦隊に入った。11月20日早朝、「ソルトレイクシティ」は重巡「チェスター (USS Chester, CA-27)」「ペンサコーラ」、駆逐艦4隻と共にウルシー環礁から出て、ムガイ水道を通過していた。0523、水道東口を哨戒中の米掃海艇「ヴィジランス(USS Vigilance, AM-324)」が潜望鏡と航跡を発見し、通報。これを受け、艦隊は水道を出るとともに之字運動を開始。その後「チェスター」が550m先に、その右舷を航行していた米駆逐艦「ケース(USS Case, DD-370)」が艦隊に接近しようと南下する潜望鏡を発見。「チェスター」はこれを押し潰そうとスピードを上げた。「潜航艇が魚雷発射のために占位運動中」と判断した「ケース」は、潜望鏡が「チェスター」を向いたままなのを見て体当たりを決意。「チェスター」は衝突を避けるためスピードを落として進路を変えた。5時38分、「ペンサコーラ」の右舷2,000mの距離で潜望鏡を発見。「ペンサコーラ」はこれを回避した。潜航艇は「ペンサコーラ」の前方を潜航通過して隊列の南側に浮上し、左に大きく旋回して「チェスター」の右正横に移動。「ケース」はここにきて面舵一杯、右舷後進一杯、左舷機前進一杯で急速転舵し、浮上航走中の潜航艇の左側から中央部を艦首でへし折り、続いて旋回しながら爆雷を投下し、これを撃沈した。この潜航艇は潜水艦「伊36」から発進した回天である可能性が高い。その後、1945年1月24日までの間、サイパン島のB-29を攻撃する航空機の根城である小笠原諸島を、B-24とともに海と空の両面から攻撃し続けた。1945年2月の硫黄島の戦いから4月の沖縄戦にかけては砲撃に護衛にと活動し、硫黄島への攻撃が3月13日まで続けられた後、沖縄戦には5月28日まで参加し、その後整備と補給のためレイテ湾に向かった。整備終了後は沖縄に戻り、7月6日からは東シナ海における掃海作戦の支援を行った。8月8日、ソルトレイクシティはサイパン島経由でアリューシャン方面に向かった。アダック島に到着後、8月31日に北日本海域に向かい、大湊方面の日本海軍兵力を制圧した。

### 戦後

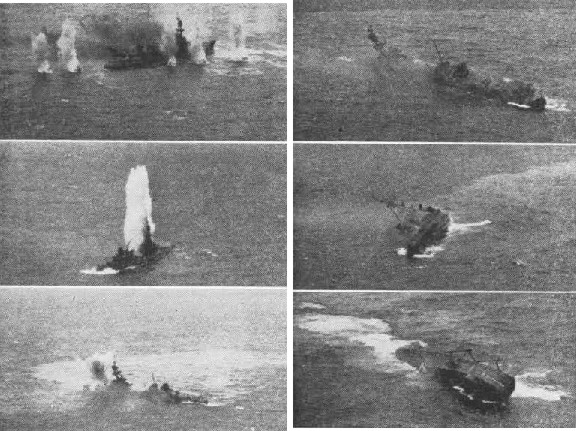
「ソルトレイクシティ」の最期。1948年5月25日

戦後の多くの軍艦同様「ソルトレイクシティ」は直ちに不活性化が命じられた。当初西海岸に到着後第3艦隊に合流し、10月に不活性化が行われる様命じられた。しかしながら10月29日、太平洋から帰還兵を運ぶマジック・カーペット作戦への参加を命じられた。
11月14日、「ソルトレイクシティ」はクロスロード作戦（ビキニ環礁での原爆実験）での標的艦のリストに加えられた。各種装備は取り外され、乗員の数も縮小された上で1946年3月に真珠湾に向かった。
ペンサコーラ級重巡洋艦は2隻ともクロスロード作戦で原爆実験の標的艦になり、7月1日に行われたABLE実験（B-29からの投下による空中爆発実験）および7月25日に行われたBAKER実験（上陸用舟艇から吊り下げられた水中爆発実験）に使用された。ペンサコーラ級重巡（ペンサコーラ、ソルトレイクシティ）は、2度の核爆発に耐えた。「ソルトレイクシティ」は8月29日に退役し、処分のため保管された。その後1948年5月25日、カリフォルニア州南部沖合130マイル (240 km) の海域で標的艦として海没処分された。1948年6月18日に除籍された。
「ソルトレイクシティ」は第二次世界大戦の戦功で11個の従軍星章を受章した。また、アリューシャン方面の戦いにおける功績で殊勲部隊章を受章した。